# 蕩寇風雲
《蕩寇風雲》是一部中港合拍片，由趙文卓領銜主演；並由洪金寶、萬茜、小出惠介、吳樾、王斑、洪天明、倉田保昭和唐文龍主演，陳嘉上執導。

## 劇情簡介
嘉靖三十六年，浙江岑港被倭寇毛海峰佔據。抗倭名將俞大猷（洪金寶 飾）圍攻數月戰局仍然僵持，終於在新人戚繼光（趙文卓 飾）的指揮下，重振士氣，大破敵軍，但敵軍主力還是逃脫了追擊。
戚繼光爲了根絕倭寇之患，招募義烏縣縣民成立戚家軍。戚家軍根據倭寇的特點鑽研各種戰術，成為明軍抵抗倭寇的重要部隊。嘉靖四十年，倭寇集結重兵再次進犯沿海城市，新河與台州同時受到攻擊，戚家軍腹背受敵、決意兵分兩路解救。雖然戚家軍的家屬們大多留守新河，爲了國家大義戚繼光毅然領軍前去防守台州重鎮，而由戚夫人（萬茜 飾）則留守新河帶領官兵迎敵。沒想到戰事歷時近一個月，雙方陷入相持不下的局面。

## 角色介紹
| 演員     | 角色        |
| 趙文卓   | 戚繼光      |
| 洪金寶   | 俞大猷      |
| 萬茜     | 戚夫人/王氏 |
| 小出惠介 | 後藤山川    |
| 吳樾     | 楊超        |
| 王斑     | 胡宗憲      |
| 洪天明   | 陳大成      |
| 倉田保昭 | 熊澤副將    |
| 唐文龍   | 樓楠        |

## 票房
根據調查CBO中國票房網 （页面存档备份，存于）的調查，在中國部份票房獲得6511.7万。

## 奬項及提名
| 年度   | 颁奖典礼                     | 奖项       | 姓名                           | 结果 |
| ------ | ---------------------------- | ---------- | ------------------------------ | ---- |
| 2018年 | 第24屆香港電影評論學會大獎   | 最佳電影   | 《蕩寇風雲》                   | 提名 |
| 2018年 | 第24屆香港電影評論學會大獎   | 最佳導演   | 陳嘉上                         | 提名 |
| 2018年 | 第24屆香港電影評論學會大獎   | 最佳編劇   | 熊召政、王思敏、譚廣源、吳孟璋 | 獲獎 |
| 2018年 | 第24屆香港電影評論學會大獎   | 最佳男演員 | 倉田保昭                       | 獲獎 |
| 2018年 | 第24屆香港電影評論學會大獎   | 推薦電影   | 《蕩寇風雲》                   | 獲獎 |
| 2018年 | 第一屆MOVIE6全民票選電影大獎 | 最佳男配角 | 倉田保昭                       | 提名 |
| 2018年 | 第37屆香港電影金像獎         | 最佳男配角 | 倉田保昭                       | 提名 |

## 外部連結
- 香港影庫上《蕩寇風雲》的資料（繁體中文）
- 时光网上《蕩寇風雲》的資料（简体中文）
- 互联网电影数据库（IMDb）上《蕩寇風雲》的资料（英文）
- 豆瓣电影上《蕩寇風雲》的資料 （简体中文）